# 阿诺德
阿诺德 或者 阿諾爾德（Arnold）可以指：

## 人物
- 蘇珊·阿諾德（英語：Susan Arnold，1954年－），美國企業家。
- 大衛·阿諾德（英語：David Arnold，1962年1月23日－），英國電影配樂家。。
- 托馬斯·阿諾德（德語：Thomas Arnold，1795年6月13日－1842年6月12日），英國教育家、歷史學家。
- 弗朗西丝·阿诺德（英語：Frances Hamilton Arnold，1956年7月25日－），美国化學工程師。
- 肯尼士·阿諾德（英语：Kenneth Albert Arnold，1915年3月29日－1984年1月16日），美國企業家和飛行員。
- 亨利·阿诺德（英語：Henry Harley Arnold，1886年7月25日－1950年1月15日），美國將軍。
- 班尼狄·阿諾（英語：Benedict Arnold；1741年1月14日－1801年6月14日），美國獨立戰爭時期的軍官。
- 特伦特·亚历山大-阿诺德 (英语：Trent Alexander-Arnold；1998年10月7日—)，英格兰后卫，现效力于利物浦。

|  | 本页或本分段罗列了姓氏为「阿诺德」的人物。 如果是一个指代特定个人的内链将您引导到本页，請考慮修正該人物的名字以將链接指向正確的條目。 |